# Cornel (llinatge)

Armes de Luis Cornel I
recollides en l'Armorial de Gelre

El llinatge dels Cornel era un llinatge de rics-homes aragonesos.

## Escut d'armes
Les seves armes heràldiques eren en camp d'or, 5 garses de sinople.

## Llista dels Cornel
- Castán de Biel, present a la batalla d'Alcoraz (1096)
- Fortún Garcés de Biel (o Fortun Garcés Cornel). (fill). Present a la batalla d'Alcoraz (1096) i primer a prendre les garses per armes
- Pero Cornel I Un dels executats a la Campana de Huesca (1135 o 1136) pel rei Ramir II d'Aragó
- Pero Cornel II. Figura fins al jurament de fidelitat a Pere II d'Aragó el 1196
- Ximeno Cornel I (fill o germà). Participa en la batalla de Las Navas de Tolosa (1210)
- Pero Cornel III (nebot de l'anterior) (potser fill de Gonzalo Ibànyez de Baztan i Adolça Cornel)
- Pero Cornel IV (fill). Mort el 1302. Casat amb Ximena Artal de Luna
- Ximeno Cornel II (fill). Casat amb Violant de Pallars Sobirà, germana de Sibil·la de Pallars
- Tomas Cornel I (fill de Ximeno/Exemén Cornel). Lluità a la batalla d'Èpila. Casat amb María de Luna. Pare de Maria Cornel y Luna, Elvira Cornel y Luna, Johanna Cornel y Luna, Teresa Cornel y Luna i Violant Cornel y Luna
- Pedro de Luna y Cornel o (Pero Cornel V). Casat amb Urraca Artal de Luna
- Ramon de Luna y Cornel o (Ramon Cornel I(germà)

Pero Cornel V tingué un fill bord que podria ser l'origen de la branca dels Cornel de la vila de Cerler